# Meinrad Burch-Korrodi

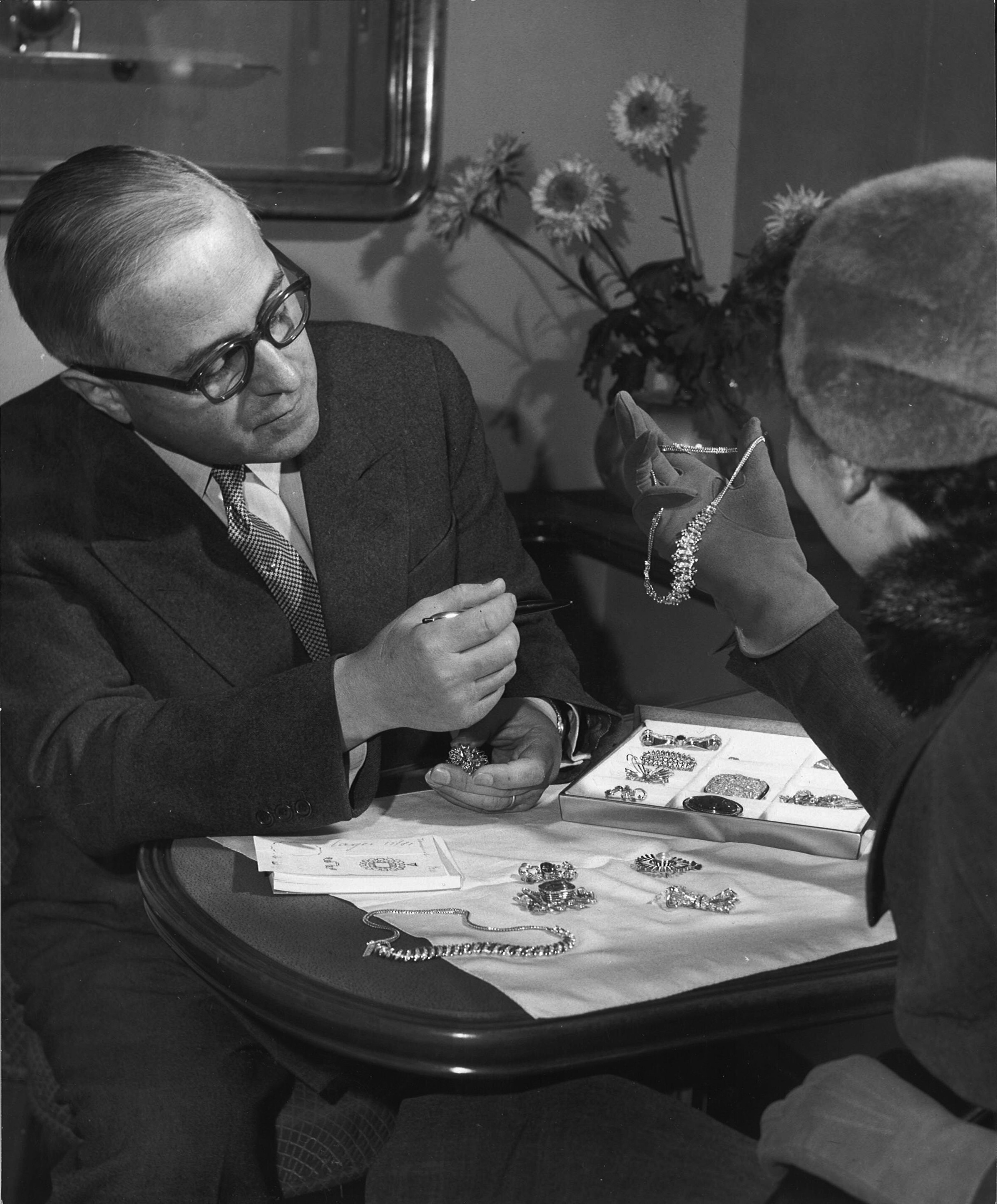
Meinrad Burch-Korrodi in seinem damaligen Juweliergeschäft an der Bahnhofstrasse 44 in Zürich

Meinrad Burch-Korrodi (* 27. Mai 1897 in Giswil; † 21. Mai 1978 in Zollikon) war ein Schweizer Goldschmied und Sammler graphischer Kunst aus dem Kanton Obwalden. Als Goldschmied erreichte er auf dem Gebiet der sakralen Kunst durch die Rückbesinnung auf Funktion und Form neue Ausdrucksmöglichkeiten und überwand so in seinem Kunstbereich den Bruch, den das maschinendominierte und von industrieller Herstellung geprägte 20. Jahrhundert herbeigeführt hatte.
Burch und seine Werkstatt schufen sowohl profane als auch sakrale Gegenstände. Dies waren unter anderem Kelche, Patenen, Ciborien, Ostensorien, Monstranzen, Tabernakel, Kerzenstöcke, Taufgarnituren und -steine, Bischofs- und Abt-Insignien, vollplastische Arbeiten, Schmuck, Tee- und Kaffeeservices, Jardinièren, Silberbestecke, Medaillons, profane Becher und Ringe. Die Bekanntheit Burchs ist vor allem mit dem 1934 für die Gebeine des Bruder Klaus in der Pfarr- und Wallfahrtskirche Sachseln errichteten Reliquiar verbunden.

## Leben

### Kindheit und Ausbildung
Die frühe Begegnung mit traditionellem Handwerk und dem Mystisch-Religiösen, das in der obwaldnerischen Landschaft des Friedensheiligen und Eremiten Bruder Klaus gegenwärtig war, prägten seine Kindheit und später sein Schaffen. Bereits während der sechsten Primarklasse besuchte Burch Abendkurse an der Luzerner Kunstgewerbeschule, obwohl das in diesem Alter noch verboten war, und erhielt so schon früh Einblicke in die europäische Stilgeschichte.
Nach seiner Schulzeit trat er 1913 in die Lehre in der Luzerner Gold- und Silberschmiedewerkstatt Louis Ruckli ein. Er liess sich zum Gold- und Silberschmied sowie zum Graveur ausbilden. Während dieser Zeit besuchte er zusätzlich Kurse an der Luzerner Kunstgewerbeschule, um sich fortzubilden. Nach Abschluss der Lehre ging er nach London an die von William Morris’ Freund W. R. Lethaby (1857–1931) gegründete Kunstgewerbeschule London Central School of Arts and Crafts L.C.C. Diese war ganz auf eine Wiederbelebung der alten Handwerkskünste ausgerichtet. Hier wurde Burchs Grundauffassung über das Wesen echter Handwerkskunst geprägt. In London arbeitete er neben der Schule für ein englisches Juwelieratelier, welches die exklusiven Läden der Bond Street mit Schmuck belieferte. 1924 fuhr Burch nach New York zur weiteren Ausbildung. Er fand im Geschäft von Davidson und Schwab Arbeit. 1925 kehrte er nach Europa zurück, nach Paris, wo er sich ebenfalls in einem Goldschmiedebetrieb mit der praktischen Arbeit weiter vertraut machte.
Während seiner Auslandsaufenthalte profitierte er nicht nur von der Ausbildung an den Schulen und in den Werkstätten, sondern vor allem von den zahlreichen Museumsbesuchen und der Auseinandersetzung mit der Kunst und ihren Tendenzen. So entstand auch ein grosses Interesse für Le Corbusiers Absage an die dekorative Kunst, dessen Haltung für Burchs Schaffen von entscheidender Bedeutung wurde.

### Rückkehr in die Schweiz
1925 kehrte Meinrad Burch nach Luzern zurück und eröffnete dort ein eigenes Goldschmiedeatelier. Zuerst konzentrierte er sich vorwiegend auf die Herstellung von Schmuck, was sich aber ein Jahr später änderte. Fortan sollten seine liturgischen Geräte Hauptteil seines Schaffens werden. Das Besondere an seinem neuen Geschäft war, dass praktisch alles was er anbot, im eigenen Atelier nach eigenen Entwürfen hergestellt wurde. Schon damals hatte er gute Kontakte zur Innerschweizer Geistlichkeit, was bald zu einer gegenseitigen fruchtbaren Beziehung führte. Seine künstlerische Entwicklung ging in allen Bereichen auf immer grössere Einfachheit und Schlichtheit zu und die Schwerpunkte lagen auf dem Konstruktiven und der strengen Ordnung. Während dieser Jahre heiratete Burch seine erste Frau Martha Korrodi (1925), mit welcher er drei Töchter hatte.

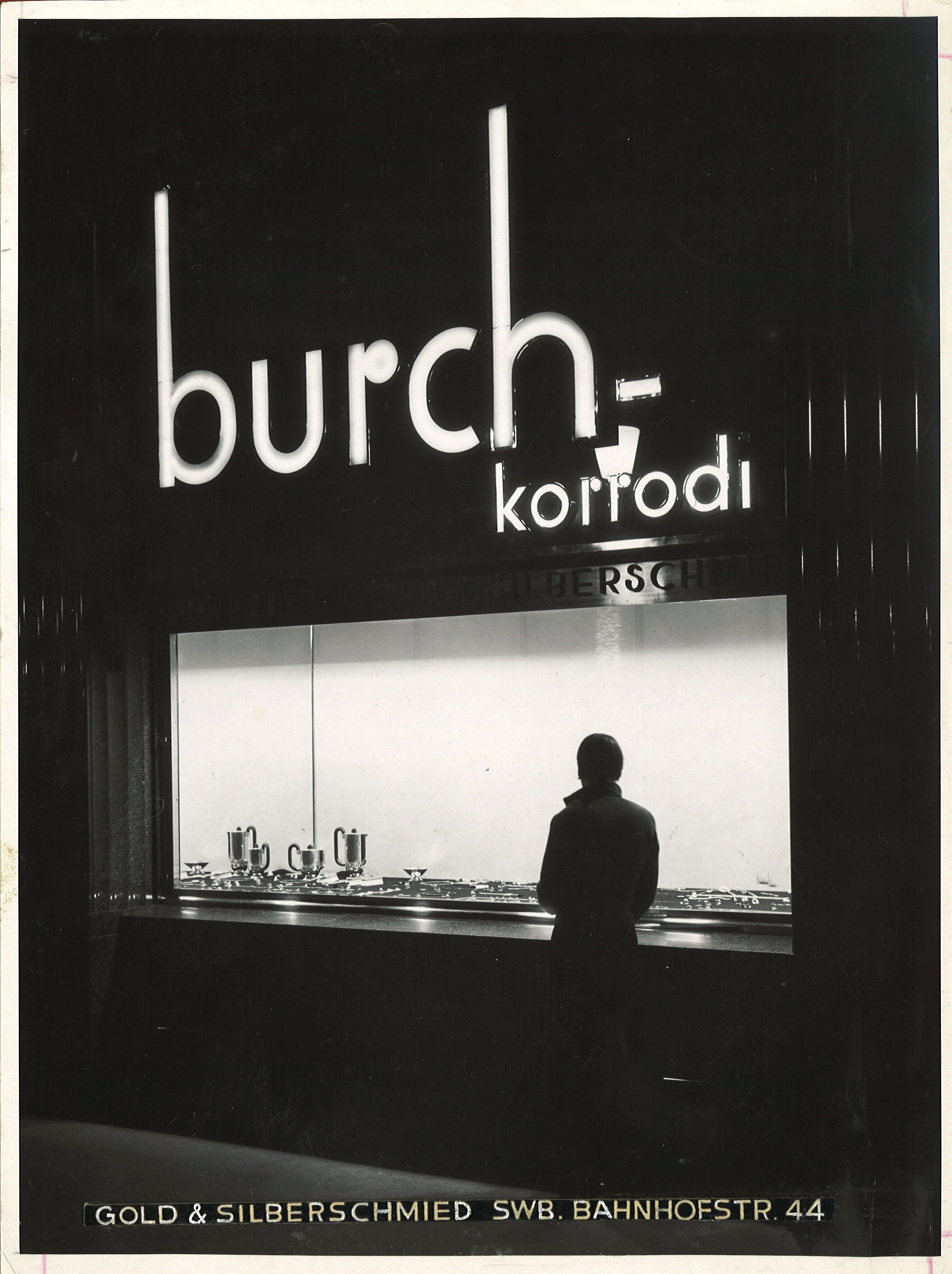
Das ehemalige Ladengeschäft Burch-Korrodi an der Bahnhofstrasse 44 in Zürich

Nach sieben Jahren verlegte er 1932 seine Werkstatt nach Zürich. Burch versprach sich davon Wachstum und Anerkennung in seiner Arbeit, namentlich als Juwelier. Sein Geschäft befand sich an der Bahnhofstrasse, in Nachbarschaft zu den bekanntesten Juwelieren der Schweiz.
Schon 1930 widmete ihm Die Fachzeitschrift Deutsche Goldschmiedekunst einen vierseitigen Bericht, in dem zahlreiche profane Arbeiten aus seinem Schaffen vorgestellt wurden. Das Interesse am Werk von Meinrad Burch-Korrodi und seiner Werkstatt wuchs fortan, und selbst im damaligen Zürich wurde der aus der erzkatholischen Innerschweiz kommende Goldschmied und sein Atelier vorbehaltlos anerkannt. Ab 1928 nahm Burch-Korrodi an nationalen und internationalen Ausstellungen teil, wie beispielsweise 1930 an der Third International Exhibition of Contemporary Art im Metropolitan Museum in New York. 1934 entstand eines der Hauptwerke, das lebensgrosse Silberreliquiar des Heiligen Bruder Klaus für die Pfarr- und Wallfahrtskirche Sachseln.
In den 1950er Jahren entstanden weitere figürliche Plastiken, so beispielsweise eine Muttergottes mit Kind für die Kirche St. Peter und Paul in Aarau (über dem rechten Seitenaltar), oder eine bronzene Kolossalfigur eines Christus für die Christuskirche in Nürnberg, Deutschland. 1951 erhielt Burch den goldenen Ehrenring der Goldschmiedekunst. Diese Verleihung ist die höchste internationale Auszeichnung, die einem Goldschmied verliehen werden kann.
1955 wuchs die Produktion, vor allem der Kelche, um ein Vielfaches. Geliefert wurde in die ganze Welt, vorwiegend in die USA. Aufgrund der immensen Nachfrage verliert sich der Überblick über die grosse Anzahl der produzierten liturgischen Geräte. Auftraggeber wurden in der Hektik kaum mehr registriert. Aus diesem Grund ist der Verbleib vieler Gegenstände unbekannt.
Nach dem Tode seiner ersten Frau heiratete Burch 1959 Hedwig Wyser, die neun Jahre lang im Geschäft an der Zürcher Bahnhofstrasse mitarbeitete und für die Korrespondenzen mit Kunden aus der ganzen Welt, die Buchhaltung und das Verkaufsgeschäft verantwortlich war. Bis zur Geschäftsaufgabe 1967 widmete sich Burch weiter der Weiterentwicklung der Form der sakralen und profanen Erzeugnisse. Sein Geschäft übergab er an Goldschmied Christoph Trudel. Am 21. Mai 1978 verstarb Meinrad Burch.

### Werkstatt Burch-Korrodi

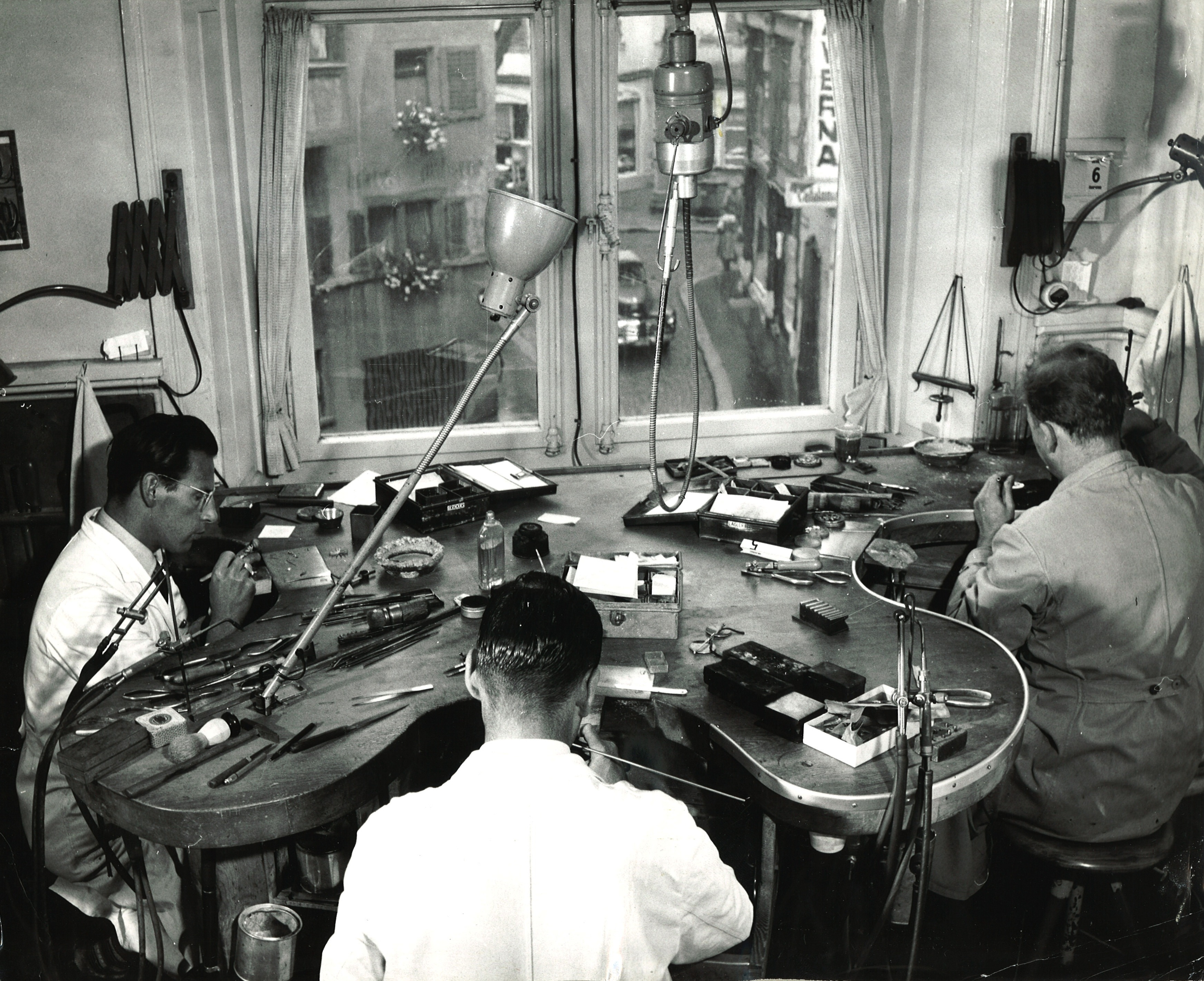
Die Goldschmiedwerkstatt Burch-Korrodi in Zürich

In der Werkstatt Burch-Korrodi waren während der Jahre zwischen sechs und zwanzig Mitarbeiter angestellt. Burchs Kaufmännisches Talent ermöglichte eine ideale Besetzung der verschiedenen Aufgaben in der Werkstatt. Er wusste genau, welches Talent er wo einzusetzen hatte, um den grösstmöglichen Erfolg zu erlangen. So war es v. a. Burchs Aufgabe, im Geschäft die Fäden zusammenzuhalten und Aufträge einzuholen, was ihm dank seines guten Beziehungsnetzes bestens gelang. Die hohe Qualität der Entwürfe und das fachgemässe Bearbeiten der Materialien ist aber vorwiegend den Mitarbeitern der Werkstatt Burch-Korrodi zu verdanken. Vier der Mitarbeiter spielten eine besonders grosse Rolle: Heinrich Baumann, von 1933 bis 1942 in der Werkstatt tätig, sowie Kurt Aepli in den Jahren zwischen 1942 und 1967, waren nicht nur an der handwerklichen Ausführung, sondern auch an der künstlerischen Formung, besonders der plastischen Arbeiten beteiligt. Als dritte Person ist Martin Bucher zu nennen, der nicht nur seine Lehre in der Werkstatt Burch-Korrodi absolvierte, sondern der Firma bis zum Schluss erhalten blieb und der von Burch und seinen Mitarbeitern grosse Anerkennung genoss. Ab 1962 leitete Bucher die Werkstatt als Technischer Leiter und setzte dementsprechend alle künstlerischen Entwürfe technisch um. Schliesslich ist auch der norwegische Emailleur Berger Bergersen zu nennen, der während der letzten Werkstattjahren zum Erfolg der emaillierten Geräte und Objekte Grosses beigetragen hat.
Auch wenn die Formgebung und Ausführung an Meinrad Burchs Vorstellungen und Ideale gebunden war, liess er seinen Mitarbeitern mit ihren vielseitigen Talenten und Fähigkeiten bei ihrer Arbeitsgestaltung äusserste Freiheit. Ohne den Einsatz der vielen Mitarbeiter wäre dieses Lebenswerk undenkbar gewesen.

### Sammlung Meinrad Burch-Korrodi

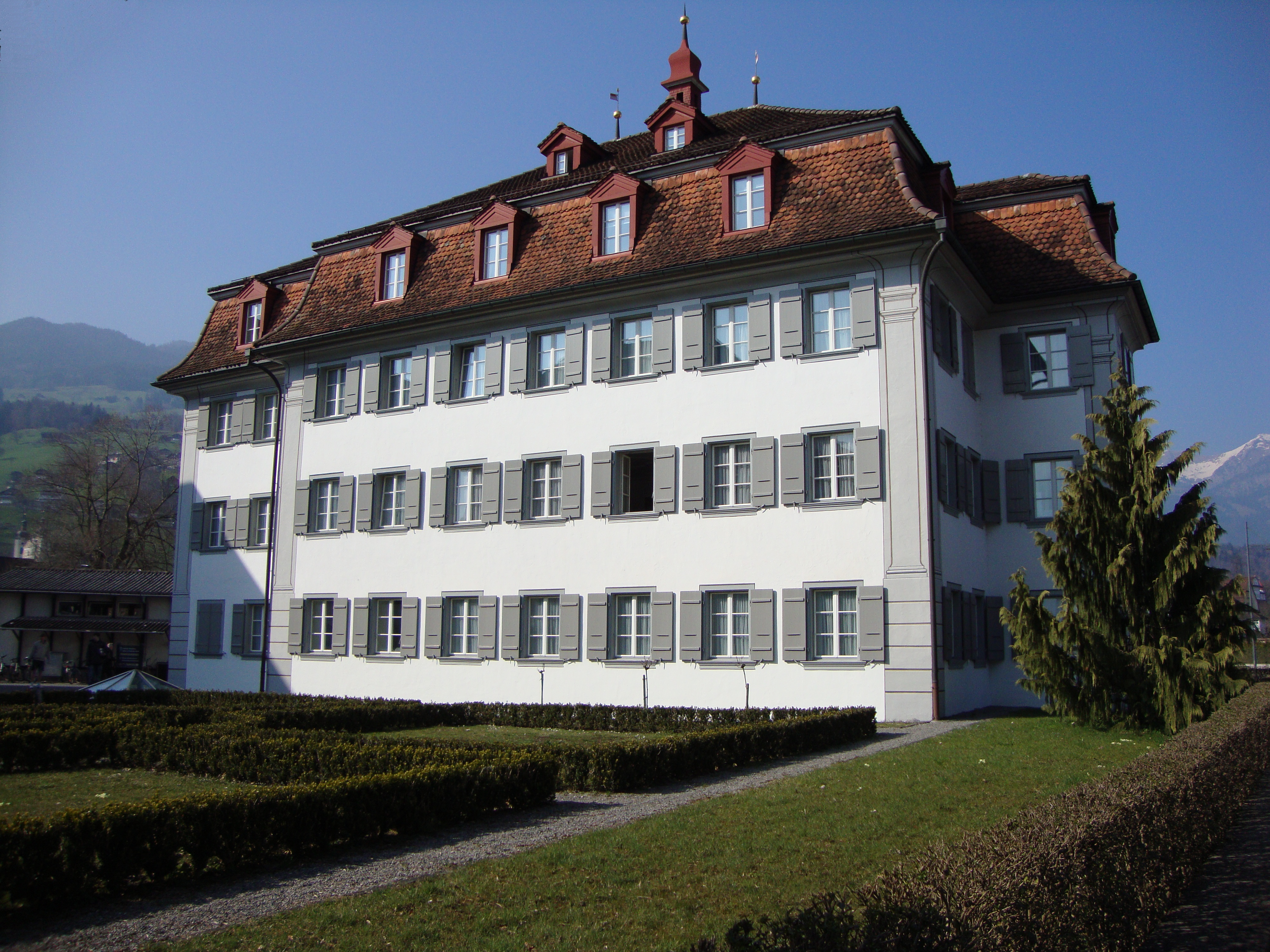
Im Kellergeschoss des Ehemaligen Kollegiums in Sarnen befindet sich die Sammlungsausstellung

Am 26. Februar 1972 errichteten Meinrad Burch und seine Frau Hedwig Maria Burch-Wyser die Stiftung Graphische Sammlung Meinrad Burch-Korrodi. Die Stiftung bezweckt, das Sammelgut Burchs aufzubewahren und in Ausstellungen der Öffentlichkeit zugänglich zu machen. Das Stiftungsgut besteht einerseits aus der graphischen Sammlung Burch-Korrodi, andererseits aus Gold- und Silberschmiedearbeiten von Meinrad Burch. Die Sammlung umfasst neben der eigentlichen Graphik auch Handzeichnungen, Aquarelle, Gouachen und Ölbilder sowie eine Sammlung historischer Fotografien aus Obwalden.
Unter anderem sind eine Reihe Handzeichnungen des Malers Ludwig Vogel (1788–1879), eine Porträtsammlung von Franz Andreas Heymann (1798–1873), eine Sammlung von Ölgemälden und Holzschnitten von Giuseppe Haas-Triverio (1889–1963), eine Reihe von Porträt- und Figurenzeichnungen von Wilhelm Balmer (1865–1922) (diese werden seit dem Hochwasser 2005 vermisst) und zahlreiche Zeugnisse obwaldnerischer Volkskunst in der Sammlung vertreten.
Wie in seiner Arbeit war sein Interesse auch in seiner Sammlungstätigkeit darauf gerichtet, Veränderungen der Gegenwart als solche erkennbar werden zu lassen. Seine Sammlung sollte den Betrachter auffordern, der sich verändernden Heimat kritisch entgegenzutreten. Die Sammlung graphischer Blätter wurde in diesem Sinne durch meist selbst erstellte Fotografien fortlaufend ergänzt und in die Sammlung eingegliedert.
Der Sammlungsbestand wurde dem Kanton Obwalden als Schenkung überlassen. Um der Öffentlichkeit die Gold- und Silberschmiedearbeiten aus dem Zürcher Atelier zugänglich zu machen, wurde im Jahr 2007 im Untergeschoss des Bildungs- und Kulturdepartements im Ehemaligen Kollegium ein Ausstellungsraum geschaffen. Die Dokumentationen zu seinen kirchlichen Arbeiten übergab Burch-Korrodi 1972 dem Archiv des Klosters Engelberg.

## Werk

### Ausgangslage für das Schaffen Burchs
Die Situation im Bereich der sakralen Kunst oder Handwerkskunst in der Zeit um 1900 befand sich auf einem Tiefpunkt. Mit dem Aufkommen der industriellen Herstellung gab es immer mehr Serienproduktion und die jahrhundertelange kontinuierliche Entwicklung im kunsthandwerklichen Bereich wurde unterbrochen. Wer eine sakrale Goldschmiedearbeit wollte, musste sich entweder mit einem Serienprodukt aus dem Katalog begnügen, oder man ging zu einem Goldschmied, der einem eine handwerkliche Stilkopie in Gotik oder Barock herstellte, die durch die maschinelle Imitation hinlänglich kompromittiert war. Das Resultat waren pseudobarocke oder -gotische Machwerke, die immer mehr an die Stelle der künstlerisch durchgestalteten Einzelstücke traten. Etwa um 1910 tauchten in der Schweiz vereinzelt moderne und massgefertigte Einzelstücke auf, welche meist aus dem Ausland kamen. Es gab nur einen Goldschmied im Land, Arnold Stockmann (1882–1963), der ebenfalls Massanfertigungen machte. Er kann als Begründer der neuen kirchlichen Goldschmiedekunst in der Schweiz bezeichnet werden.
Um 1925 gab es einen kleinen Kreis von jungen Goldschmieden, die sich für eine formale Erneuerung ihrer Arbeit einsetzten und handwerkliche Einzelstücke anboten, die ein neues, kühles Formempfinden verband. Zu dieser jungen „Vorhut“ gehörte auch Meinrad Burch. Andere Gold- und Silberschmiede, welche sich bemühten, die Kirchenkunst zu erneuern, waren: Anton Blöchlinger (St. Gallen), Marcel Feuillat (Genf) und die Gold- und Silberschmiede Buck, sowie Bick (Wil). Als Erneuerer für die Innerschweiz galten der Luzerner Arnold Stockmann und seine Schüler Max Fröhlich, Martha Flüeler-Haefely und andere. Im Gegensatz zu Stockmann distanzierte sich Burch schon bald von den historisierenden Stilanleihen, welche noch seine liturgischen Geräte der 1920er Jahre geprägt hatten. Er gab den kirchlichen Objekten neue Impulse hinsichtlich einer Erneuerung und Vereinheitlichung der Form.

### Erneuerungstendenzen
Die Kunst in Europa am Ende des 19. Jahrhunderts war vom Versuch geprägt, den Lebens- und Kunststil gründlich umzuprägen. Inmitten dieses generellen Aufbruchs der klassischen Moderne entstand der Art Déco, eine Stilrichtung, welche die Eleganz der Form, die materialgerechte Verarbeitung, die Intensität der Farben und die Sinnlichkeit der Thematik gestalterisch konnotierte. Vieles dieser Auffassung war bereits im Jugendstil angelegt, der mit seinen dekorativ geschwungenen Linien, floralen Elementen und Symmetrien eine Neuorientierung im Bereich Ornament erreichte. Sowohl beim Jugendstil als auch beim Art Déco ging es grundsätzlich um eine Abwendung vom Historismus, d. h. um Ablehnung der bisherigen Reproduktion historisch überlieferter Formbilder. Parallel zum Art Déco entstand 1919 das Staatliche Bauhaus, gegründet von Walter Gropius. Ziel des Bauhauses war einerseits, die Unterscheidung zwischen Künstler und Handwerker aufzulösen und andererseits die Kunst von der industriellen Massenanfertigung abzulösen und wieder zum kunsthandwerklichen Einzelstück zurückzufinden. Damit war wie beim Jugendstil und Art Déco eine Abkehr zum Historismus und der seriellen Kopie historischer Objekte gemeint. Es ging um eine Rückbesinnung auf das Handwerk und die gestalterische Aufgabe bzw. um die Entwicklung einer neuen Formensprache, die dem industriellen Herstellungsprozess gerecht wird.

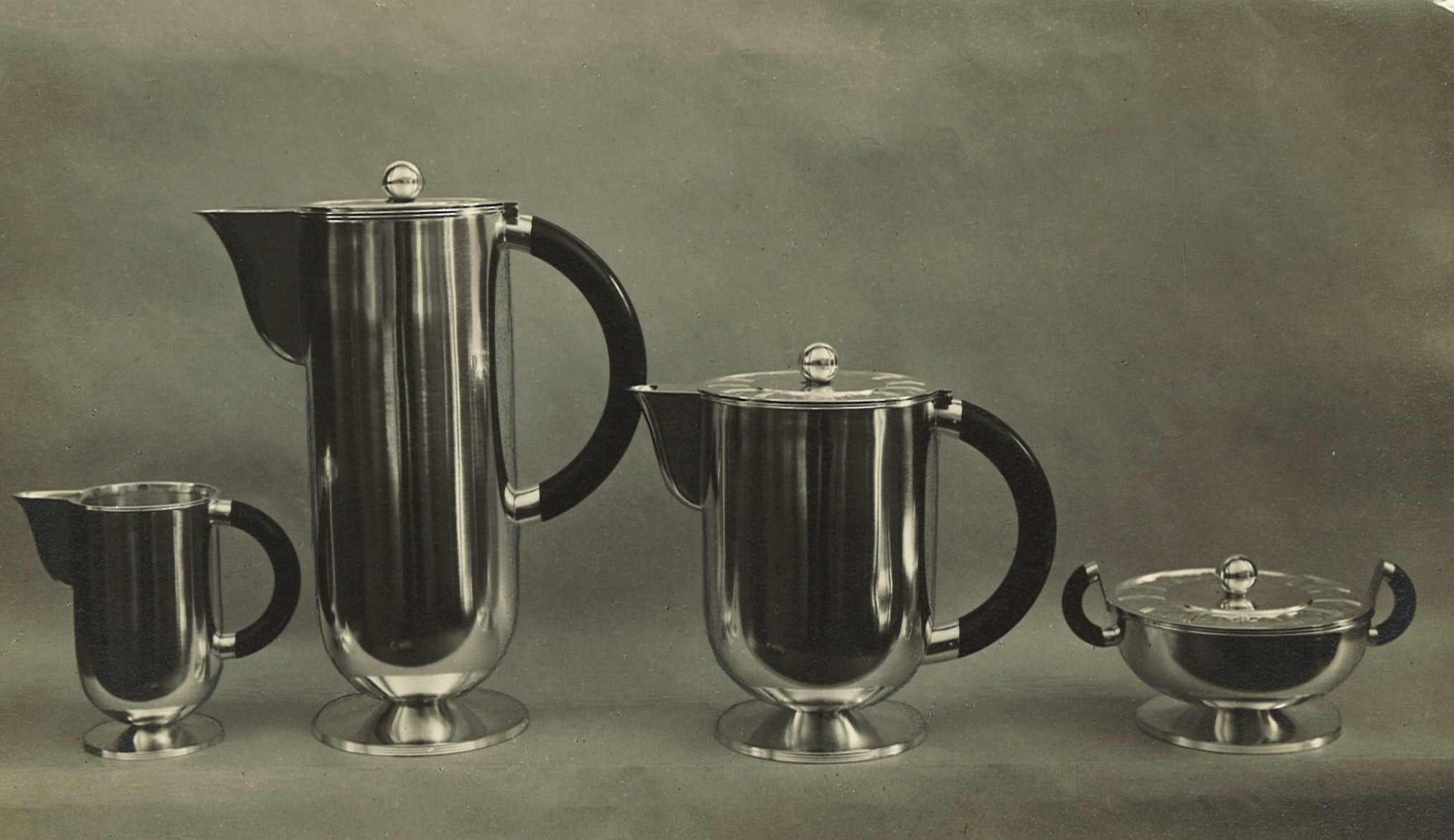
Kaffee- und Teeservice, 1930, Silber, Henkel aus Ebenholz, Verbleib unbekannt

Vor diesem Hintergrund fand Meinrad Burch-Korrodis Ausbildung statt und prägte seine Auffassung und Wahrnehmung entscheidend. Zwischen dekorativer Eleganz, kunsthandwerklichem Interesse und kühler Sachlichkeit entstanden seine Arbeiten; in einer Wechselbeziehung zwischen Funktion und Form. Burch-Korrodi sah es als Lebensaufgabe, eine neue Formensprache zu generieren. Er wollte das eigentliche Wesen eines Gegenstandes, das frei von scheinbar unveränderbaren Auffassungen, wie etwas auszusehen habe sei, offenlegen und ein Objekt von allem überflüssigen Ballast befreien, um sich vollständig auf die Form zu konzentrieren. Aus einfachsten geometrischen Grundformen heraus, wie Kreis, Oval, Kugel, Zylinder, entwickelten Burch und seine Mitarbeiter ihre Geräte. Zunehmend schwanden dekorative Elemente. Zu Beginn finden sich noch viele spielerische Elemente des Jugendstils und des Art Déco in den Arbeiten, während in den späteren Jahren die klare, schlichte Form dominiert und alles Überflüssige wegzufallen scheint.

### Technik und Material
Die Technik und die Möglichkeiten des Materials waren grundlegende Elemente einer Arbeit und bildeten die Basis für eine Formgebung. Material und Technik bestimmten die Form weitgehend und wirkten dadurch bei jedem Objekt stilbildend. Grundlegend war auch, dass jede Wertung durch den künftigen Bestimmungszweck des entstehenden Objektes zunächst einmal weg fiel. Es ging in erster Linie darum, eine Leistung zu vollbringen, die handwerklich und künstlerisch durchweg vertretbar war.

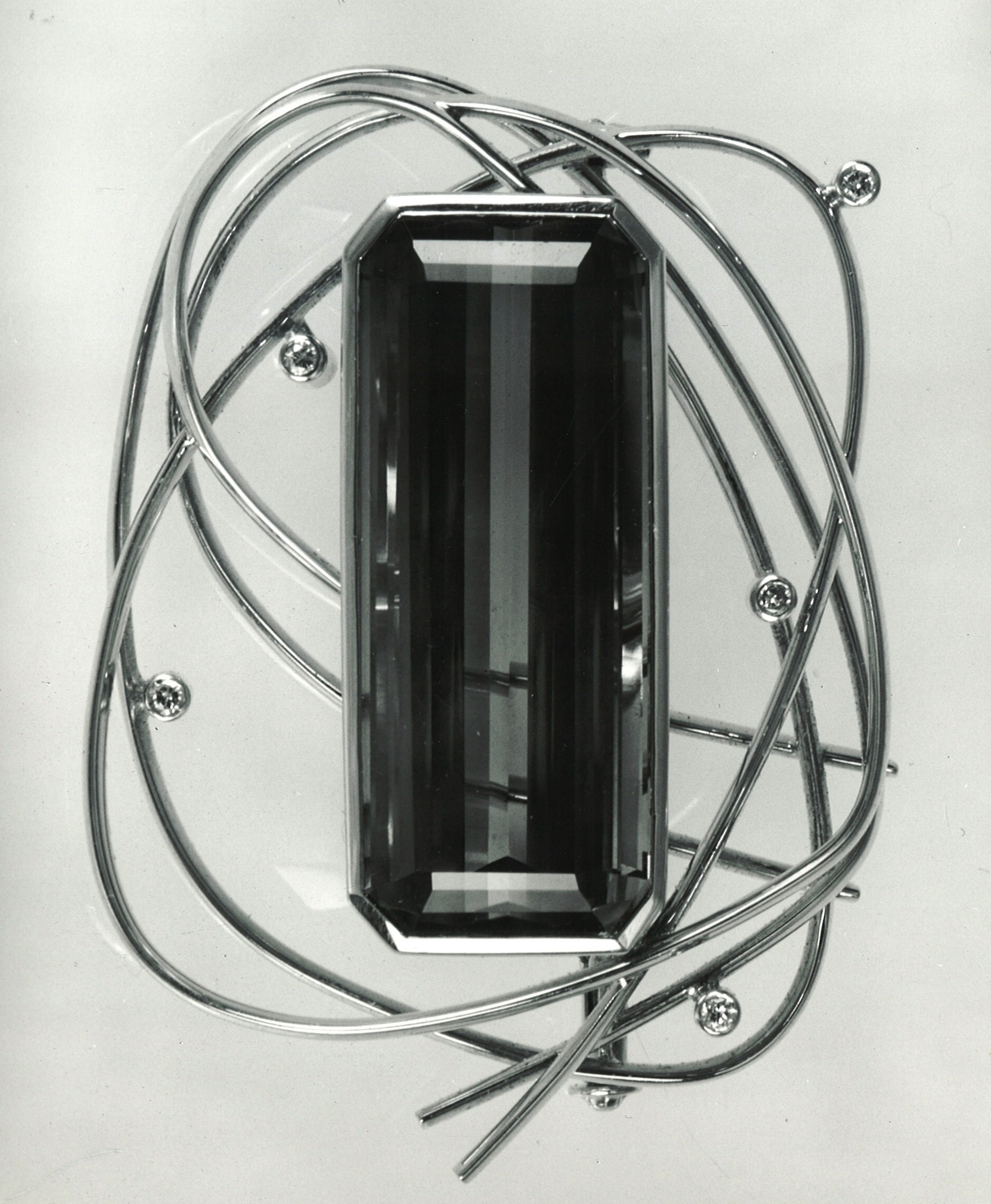
Gestaltungsprinzip gebogener Golddraht: Brosche mit farbigem Edelstein und fünf Brillanten, um 1965, gelötet

Basis des Aufbaus aller Schmuckstücke und jedes liturgischen oder profanen Werks waren Draht und Blech. Diese beiden Materialien wurden den Prozessen Hämmern, Drücken, Pressen, Biegen, Schneiden, Sägen, Stanzen und Löten unterworfen. Während man im Barock noch bestrebt gewesen war, die Grundmaterialien Draht und Blech zu verbergen, setzen sich die Arbeiten der Werkstatt Burch-Korrodi sichtbar aus diesen Grundformen zusammen. Durch die Sichtbarkeit der Materialien wird eine Ehrlichkeit erzeugt, wodurch sich Arbeitsprozesse und Aufbau erahnen lassen. Es handelt sich um eine Rückführung zum Elementaren, eine Besinnung auf das Grundlegende.
Neben klassischen Gestaltungsmaterialien, wie verschiedenen Edelmetallen und Edelsteinen, setzte das Atelier von Burch auch andere Werkstoffe ein, um andere, weniger gewöhnliche Kontrastwirkungen zu erzeugen. So fand man beispielsweise Verwendung für den heimischen Bergkristall. Die Verwendung von Bergkristall für liturgische Geräte und Gefässe war nicht neu: Bereits im 11. und 12. Jahrhundert wurden vereinzelt Henkelkelche mit Bergkristall kombiniert. Burch führte diese Idee in seinem Werk weiter und entwickelte sie in die Richtung seiner Auffassung hinsichtlich der klaren Form. Die beiden reinen Materialien wirken zusammen, ohne sich zu stören; die einfache Form des Kelches wird vom Bergkristall nicht überschattet, sondern in seiner Wirkung unterstützt.
Weiter wurde in der Werkstatt Burch-Korrodi versucht, die Oberflächen der Edelmetalle mit Farbe zu kontrastieren. Bereits in der Luzerner Werkstatt experimentierte Burch mit Chinalack. Später wurde zum selben Zwecke Email als Gestaltungsmittel eingesetzt, zuerst nur, um wenige Stellen eines Objekts zu akzentuieren, und dann zunehmend, um ganze Flächen zu gestalten. Diese grossflächigen Emaillierungen und kompletten Überemaillierungen auf liturgischen Geräten aus der Werkstatt Burch-Korrodi sind die ersten bekannten überhaupt. Email zeigt sich durch seine opake oder durchsichtige Farbe, die mit dem verwendeten Gold oder Silber kontrastiert und eine transzendente Wirkung hervorbringt. Je nachdem, wie körnig das Emailpulver ist, schimmert das darunter liegende Edelmetall hindurch. Je körniger das Pulver ist, desto transparenter wirkt die Emailarbeit. Dementsprechend ergibt ein sehr fein gemahlenes Emailpulver eine opake Konsistenz, so, dass sich das Email als undurchsichtige Farbe einen eigenständigen Wert bildet und sich vom Edelmetall absetzt.
Kurz vor der Aufgabe der Werkstatt, ab 1962, wurden Kelche anfertigt, die nicht nur aussen emailliert waren, sondern auch innen in der Cuppae. Dies hing mit den Bestimmungen des zweiten Vatikanischen Konzils zusammen, die hinsichtlich der Materialwahl und -kombination verändert wurden. So wurde das Zusammenspiel von Form und Wirkung beeinflusst und neue Angehensweisen ermöglicht.

### Liturgische Geräte

#### Kelche

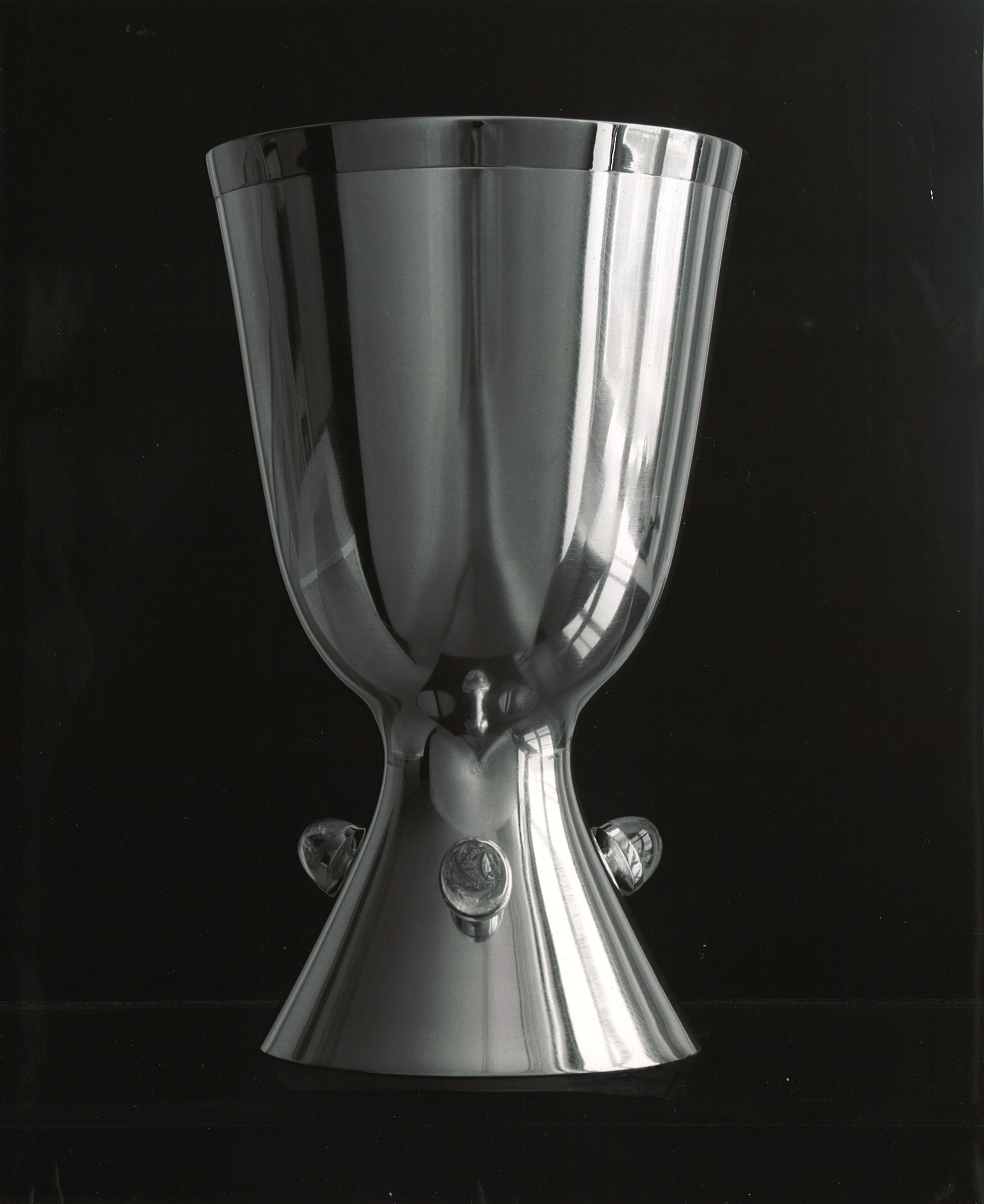
Messkelch, um 1955, Silber, vergoldet, aufgelöster Nodus in Form von vier Bergkristallen, Verbleib unbekannt

Der Kelch bildet den Mittelpunkt des Schaffens der Werkstatt Burch-Korrodi. Die Suche nach der Essenz der Form des Kelches beschäftigte den Goldschmied sein Leben lang.
Burchs erste Produktionsphase stand noch im Zeichen der Tradition und des historischen Stilanleihens. Die gotisierten Entwürfe dieser zwischen 1926 und 29 entstandener Kelche fehlen, vermutlich weil Burch-Korrodi sie selbst entfernte. Es gab für ihn keinen Zusammenhang mit der späteren Entwicklung seiner Gefässe, was diese Arbeiten irrelevant machte.
In einer zweiten Schaffensphase zwischen 1930 und 1938 begann Burch die Form des Kelches als liturgisches Objekt zu hinterfragen und neu zu durchdenken. Es zeigen sich Art-déco-Elemente, wobei sich diese ab Mitte der 30er Jahre bereits wieder aufzulösen beginnen und in Richtung streng geometrischer, kantiger und flächiger Formen des Art-déco-Stils wandeln. Typisch sind flacher, runder Fuss, eingezogene Schaftteile und runder, scheibenförmiger Nodus, streng profilierter und gegliederter Schaft, Verwendung von Email (vorzugsweise für Schäfte), Abgrenzung der Einzelteile und -formen durch Segmente. Die Cuppa der Art-déco-Kelche ist halbkugelförmig und schmucklos.
In der dritten Phase von 1938 bis 1950 gibt es eine Rückbesinnung auf den romanischen Becherkelch. Dabei war für Burch der Tassilokelch aus dem 8. Jahrhundert eine Inspiration zur Weiterentwicklung der Form hinsichtlich ihrer Zweckorientierung und ihres Zeitgeists. Formal verändert sich vor allem der Fuss, der kegelähnlich wird und mit dem Nodus eine Einheit zu bilden beginnt. Der Nodus wird zunehmend aufgelöst und beispielsweise durch einen Figurenreigen ersetzt. Auch die Cuppa wird niedriger, eher becherförmig und gewinnt an Grösse. In den 40er Jahren dominieren grossflächige Zellenemail Darstellungen mit grossen Figurenbelötungen auf Cuppa und Fuss / Nodus.

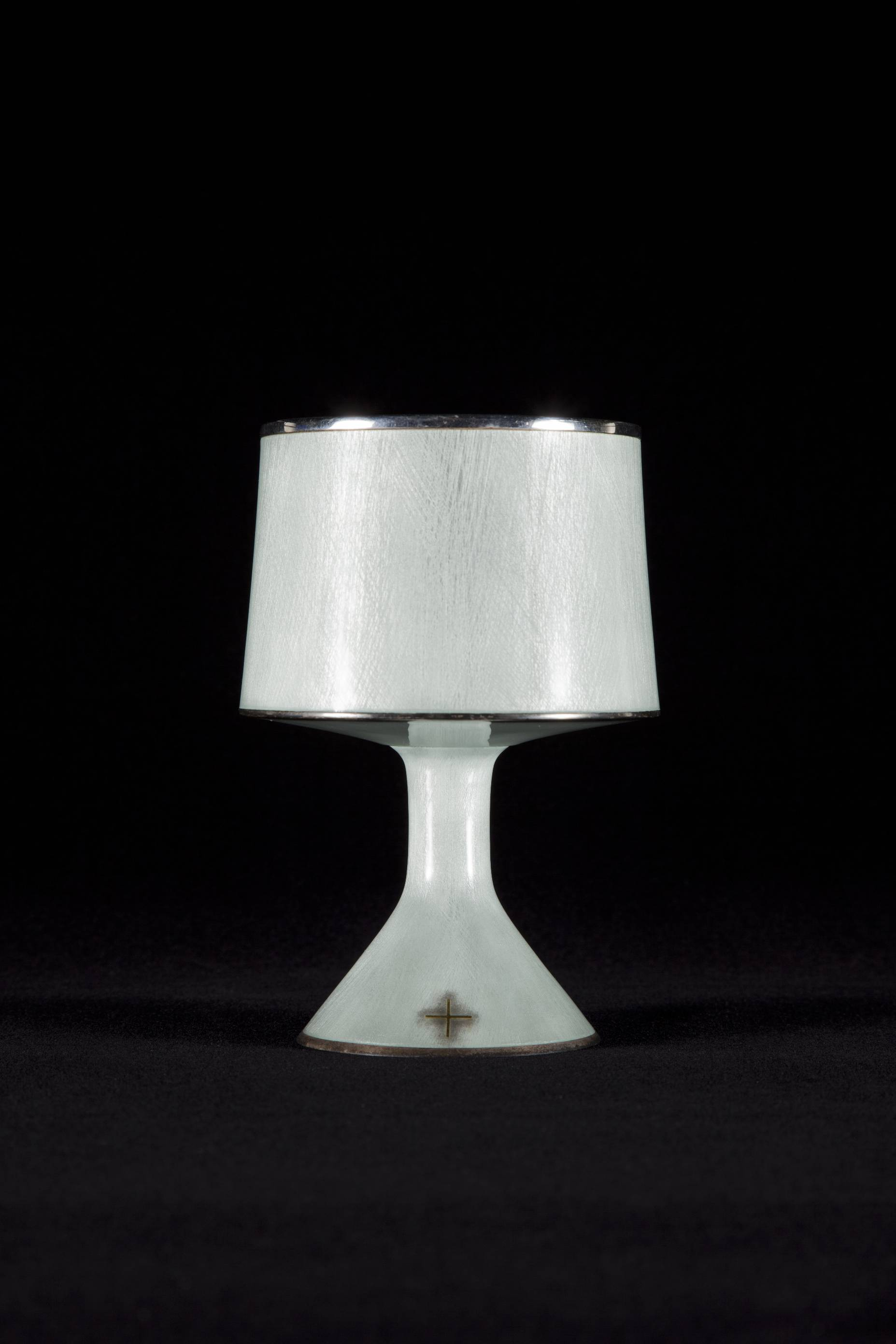
Primiz-Kelch des Domherren Joseph Vonlanthen, 1954, emailliert, Innencuppa Silber

Ab 1950 wird die Grundform der Kelche zunehmend vereinfacht. Ziele sind eine grössere Handlichkeit und grösstmögliche Harmonie der Kelchteile untereinander. Die Cuppa entwickelt sich zu einer ausladenden Schale, ähnlich einer Früchteschale, die auf einem kleinen trichterförmigen Fuss steht. Durch ihre Grösse und schlichte Oberflächenbehandlung steht die Cuppa und somit der Moment der Eucharistie im Mittelpunkt. Der Nodus hat sich nun vollständig aufgelöst. Parallel zu diesen Tendenzen findet eine Neuinterpretation christlicher Darstellungen und Symbolen statt. Es sind neue Symbole, meist vom Mitarbeiter Kurt Aepli kreiert, die als kleine Darstellungen auf fast allen liturgischen Gefässen Anwendung auf der Kelchoberfläche finden.
Mitte der 1950er Jahre wird die Cuppa entweder mit Email Darstellungen versehen oder mit einer einfarbig gehaltenen Emailoberfläche ausgestattet. In der Form variiert sie von halbkugelförmig bis trinkbecherförmig. Die Kelchfüsse nehmen Trichterformen an und verleihen den Kelchen das Aussehen eines Doppelbechers. Der Nodus fällt weg, wird durch Steinnocken (Bergkristalle) oder aufmontierte Plaketten mit Relieffiguren bzw. Tieren ersetzt.
Die Kelche ab den 1960er Jahren bringen keine grossen Neuerungen mehr. Aufgrund neuer kirchlicher Bestimmungen gemäss dem Beschluss des zweiten Vatikanischen Konzils, konnte nun auch die Innencuppa emailliert und rhodiniert werden. Es gibt mehrere Hauptformen, die zeitlich nebeneinander vorkommen: die erste ist eine gerade, hohe, fast ununterbrochene Kelchform, die sich um 1960 entwickelt. Die zweite zeigt eine Kelchausbildung in Form eines Lampenschirms. Diese entstehen um 1965. Die dritte und letzte Form besteht aus den Henkelkelchen, die den Abschluss der Formbildung darstellen.

#### Ciborien
Das Ciborium ist ein Gefäss mit Deckel, das die Funktion hat, die konsekrierten Hostien bis zu ihrer Spendung aufzubewahren. Es wird bis heute im Tabernakel verwahrt. Nach der Spendung wird das Ciborium purifiziert bzw. mit einem Tuch ausgerieben und in der Sakristei aufbewahrt. Die ursprüngliche Form des Ciboriums war die eines Brottellers oder einer Brotschale.

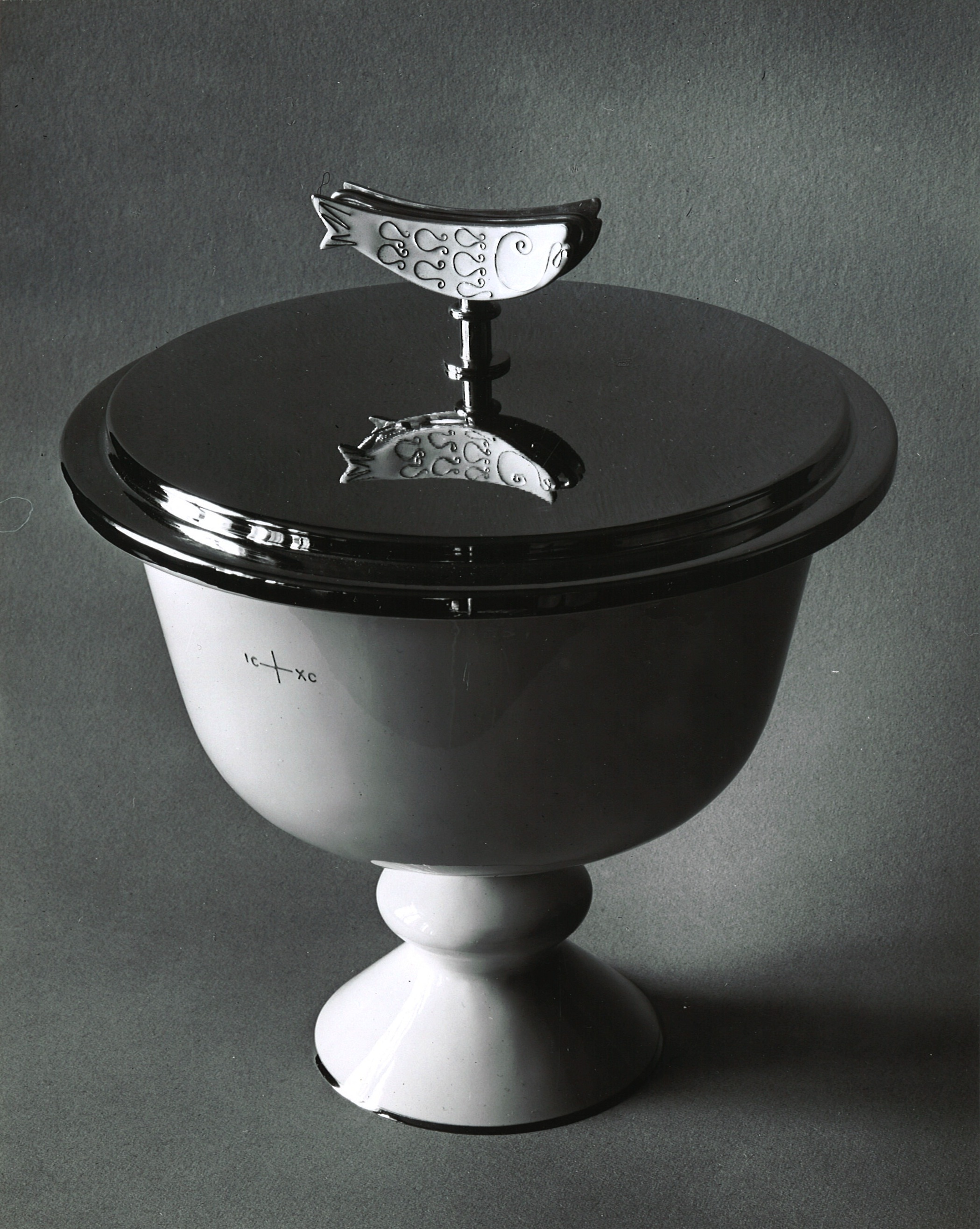
Ciborium mit Deckel, 1951, Silber, vergoldet, weiss überemailliert, mit Golddrahtbelötung, Standort Allerheiligen-Kirche Basel

Ende der 1920er Jahre begann die Werkstatt Burch-Korrodi mit der Produktion von Ciborien. Die Hostienschalen aus der Werkstatt Burch-Korrodi zeigen in ihrer Formentwicklung eine analoge Entwicklung zu den Kelchen, ausser der funktionsbedingten grösseren Cuppa und dem Deckel mit welchem sie geschlossen wurden. Bis zum Beginn der 50er Jahre setzte sich das übliche Ciborium aufgrund der kirchlichen Bestimmungen noch aus einem Fuss, einem Nodus und einer Cuppa mit Deckel zusammen. Bekrönt wurde das Gefäss meist mit einem Knauf in Kreuzform oder einem Christusmonogramm (JHS).
Ab Anfang der 1950er Jahre gibt es einen Bruch in der Formgestaltung von Ciborien und Kelchen. Als sich bei den Kelchen der Nodus aufzulösen begann, überdachte der Goldschmied erstmals auch die Form des Ciboriums. Sein Anliegen war eine filigrane, durchbrochene Lösung für das Gefäss. Er griff die Ideen der frühchristlichen Brotschalen auf und entwickelte sie entsprechend seiner zeitgenössischen Auffassung weiter. Die Brotschale ohne Fuss und Deckel war immer sein Anliegen. Damals war es aber Regel und Gewohnheit, einen kleinen, niedrigen Standring an Stelle eines Fusses, zwecks Handhabung bei der Austeilung der Hostie, zu schaffen. Aus Gründen der Hygiene durfte auf den Deckel des Ciboriums zu diesem Zeitpunkt noch nicht verzichtet werden. Spätere Beispiele zeigen aber auch Ciborien ohne Deckel. Die Realisierung dieser Stücke war aber stets an die Vorstellungen der Auftraggeber gebunden, die nicht selten aufgrund praktischer Erwägungen (z. B. wegen der Feuchtigkeit), Ciborien mit Deckel bevorzugten.
Zu Beginn der 1960er Jahre verändert sich das Gefäss formell in einen runden, hohen Behälter mit einem flachen Deckel. Teilweise ähneln diese Ciborien den Kelchen mit der Früchteschalen-Cuppa. Die Oberflächen der Gefässe werden meistens mit einer transparenten Emaillierung versehen. Durch Veränderung der Bestimmungen des zweiten Vatikanischen Konzils entstehen vermehrt Hostienschalen, die sowohl für die Hostien der Gläubigen, als auch für die grosse Hostie des Priesters konzipiert sind. Sie ersetzen die Patenen.

#### Monstranzen

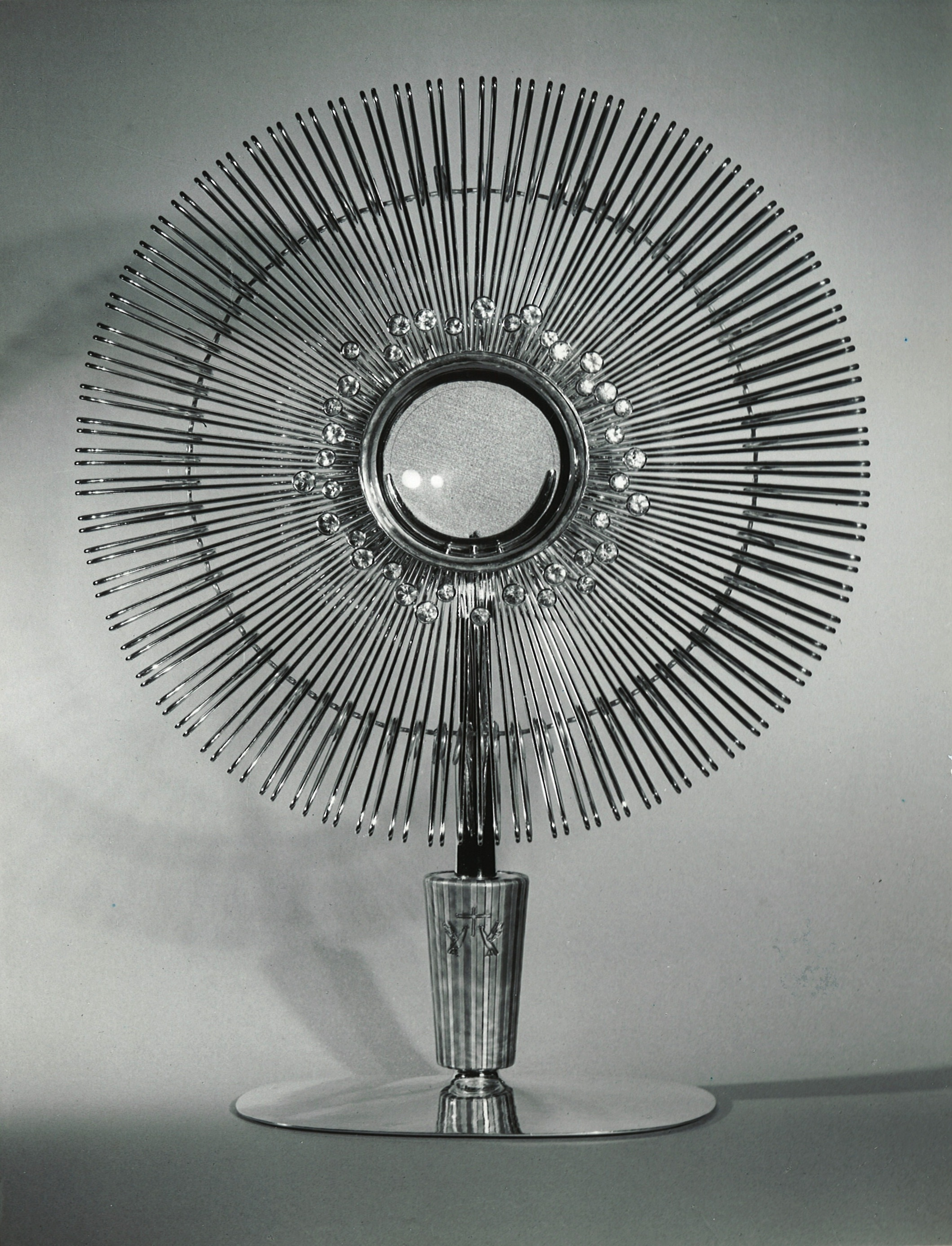
Strahlenmonstranz, 1950 (Entwurf 1939), Silber, gewölbte Rondellen aus Kristallglas, Bergkristalle in Brillantschliff, Glasknauf mit aufgesetzten Silberfiguren, Standort Katholische Kirche Schönenwerd

Die Monstranz, die den Gläubigen die geweihte Hostie zur Schau stellt, ist der praktischen Gebrauchsfunktion entbunden. Ihre Voraussetzungen sind ihre Sichtbarkeit aus der Distanz und ein vernünftiges Gewicht. Die Tatsache, dass die Monstranz lediglich der Anschauung dient, stellte für Meinrad Burch nicht nur grössere künstlerische Freiheit dar, sondern auch die Gefahr, dass der Gestalter seinen Phantasien erliegen könnte und so die Suche nach der klaren Form vernachlässigt. Das Hauptziel war natürlich auch hier, die Form von allem Überflüssigen zu befreien und klare Formstrukturen zu schaffen. Dennoch musste die Monstranz ein kostbares Behältnis für die Hostie sein.
Burchs erste Monstranzen entstanden vermutlich um 1928 und waren noch von historisierenden Anleihen geprägt. Sie basieren auf der Form der gotischen Turmmonstranzen, sind aber mit der Formsprache des Art Décos kombiniert und weiterentwickelt. Es entstanden Kreis-, Nymben und Scheibenmonstranzen.
Nach zahlreichen Versuchen, die Gestaltung von Monstranzen anhand gotisch inspirierter Geräte zu entwickeln, kam Ende der 1940er Jahre die Idee, die barocke Sonnen- oder Strahlenmonstranz aufzugreifen und entsprechend zeitgemässen Vorstellungen weiterzuentwickeln. Die Werkstatt übernahm das Prinzip mit den von der Kapsel / Lunula auslaufenden Strahlen aus Metallstäben. Es gab Strahlenmonstranzen mit auf Vor- und Rückseite aufgelöteten Metall- oder Glaskreisen. Diese Doppelseitigkeit der Geräte verlieh ihnen eine Dreidimensionalität und auch die Rückseite sollte ästhetische Anforderungen erfüllen.
Mitte der 1950er bis in die 1960er Jahre strebte die Formentwicklung der Monstranz nicht nach Einfachheit, analog aller anderen Objekte im Schaffen Burchs. Es entstanden sehr verspielte Monstranzen mit Velum-Verkleidungen, die zwar von der Idee her neu waren, aber nicht dem Gedankengut entsprachen, welches angestrebt wurde, und daher zu sehr an die modischen Tendenzen dieser Zeit gebunden waren.
Aus diesem Umweg entstand aber ein neuer Ansatz, der wieder am Leitgedanken Burch-Korrodis anknüpft. Schmuckelemente werden nun völlig von der Lunula losgelöst. Einfache und beschränkte Formgebung dominiert die Erscheinung der Monstranzen und alles ablenkende Beiwerk löst sich auf. Die Form des Geräts besteht eigentlich nur noch aus einem Fuss, einem Stab und einer gläsernen Hostienkapsel. Ein Beispiel dazu ist die Monstranz, die 1954 für die Antoniuskirche in Luzern entstand und vom Motiv des Baumes des Lebens ausging.

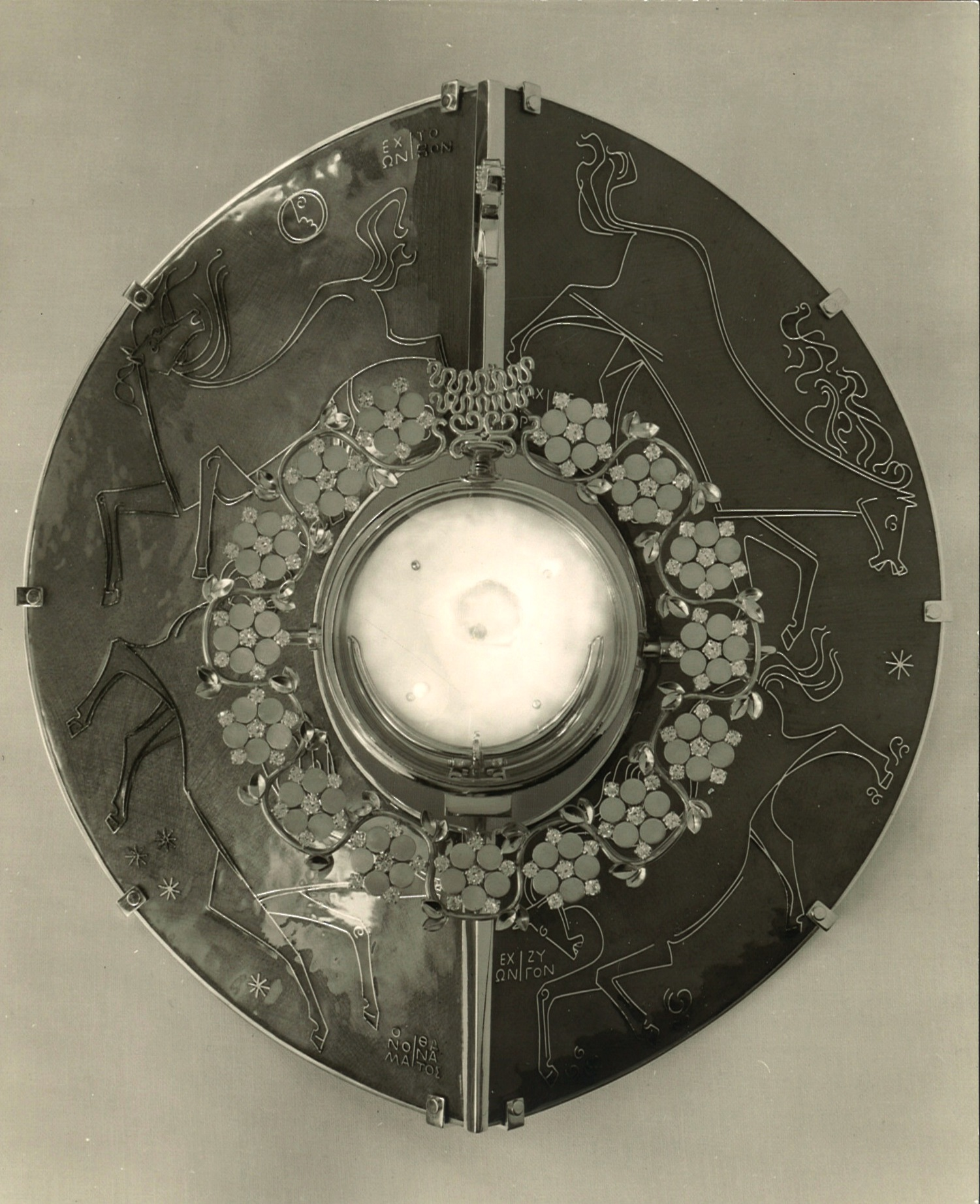
Umrittsmonstranz von Beromünster, 1959, aufsteckbarer Blütenkranz mit 75 Bergkristallen in Brillantschliff, Rückseite weiss emailliert

1959 entstand eine Monstranz, die sich mit keiner anderen Monstranz der Werkstatt Burch-Korrodi vergleichen lässt: die Auffahrtsumritt-Monstranz von Beromünster. Es handelt sich um eine rot emaillierte Scheibe von 32 cm Durchmesser, die so konzipiert ist, dass sie vom Priester während der Prozession (zu Pferd) um den Hals getragen werden kann. In der Mitte des Objekts befindet sich ein abnehmbarer, mit Edelsteinen besetzter Blumenkranz. Die Herausforderung in der Entstehung dieses Werks war die Verschränkungen der Ideen des Stifters, der das Objekt mit möglichst viel symbolträchtigem gedanklichem Inhalt sehen wollte, und der des Künstlers, welcher die formale Gestaltung von allzu viel Symbolträchtigkeit und Inhalt zugunsten der Einfachheit freihalten wollte. Im Endprodukt gibt es zwar erzählerische bzw. figürliche Elemente, aber diese sind beschränkt auf ein Minimum und vereinheitlicht. Der abnehmbare Edelsteinkranz ist zwar sehr funktional und ein Element, welches auf die Handwerkskunst hinweist, aber es ist auch opulent geschmückt und ausgestaltet, was wiederum von der angestrebten Einfachheit ablenken mag.
Die Formentwicklung der Gesamtheit der Monstranzen Burchs ist, trotz einiger Höhepunkte, von einer gewissen Ratlosigkeit geprägt. Seine Tendenzen schwankten zwischen Reduktion auf die Essenz der Form und opulenter Schmückung. In seiner ständigen Suche nach der reinen Form der Monstranzen waren Burch seine Unsicherheiten durchaus bewusst. Er war der Meinung, dass bei den Monstranzen nie eine Formvereinheitlichung stattfinden würde. Es gab keine klaren Entwicklungslinien oder definierbare Schaffensphasen in ihrer Gestaltung, sondern die gesamte Produktion war durch Unentschlossenheit und Unsicherheit geprägt.

### Vollplastische Arbeiten
In seinem ganzen Schaffen strebte Meinrad Burch-Korrodi nach Erneuerung und Formfindung. So auch bei vollplastischen Werken. Er war der Meinung, dass es keine Weiterentwicklung der figürlichen Metallplastik gab, sondern dass viele Künstler versuchten, mit Metall die Wirkung von Holz- und Steinplastiken zu imitieren. Dementsprechend war der spezifische Ausdruck des Metalls verloren gegangen. Burch-Korrodis Anliegen war, das Material als das zu nehmen, was es ist, und nicht etwas Artfremdes daraus machen zu wollen. So besann er sich im Laufe der Zeit, ungefähr in den 1950er und 60er Jahren, zunehmend der Reduktion der Modellierung des Werkstoffs und der Grundmaterialien Draht und Blech. Die Technik bei den vollplastischen Arbeit entwickelte sich in Richtung der Montage: die Treibarbeit des Blechs mit dem Hammer wurde eingeschränkt und Einzelteile mit möglichst wenigen modularen Anpassungen verarbeitet und zusammengefügt. Diese Arbeitsmethode bewirkte eine starke Stilisierung der Figuren und jeder naturalistische Effekt wurde ausgeschlossen.
Seine ersten Arbeiten aus den 1930er Jahren waren zwar schon stilisiert, aber immer noch von der Treibarbeit geprägt. Die erste überlebensgrosse Silberplastik war die 1933 entstandene, 2,5 m hohe Muttergottesfigur für die katholische Kirche in Winterthur.

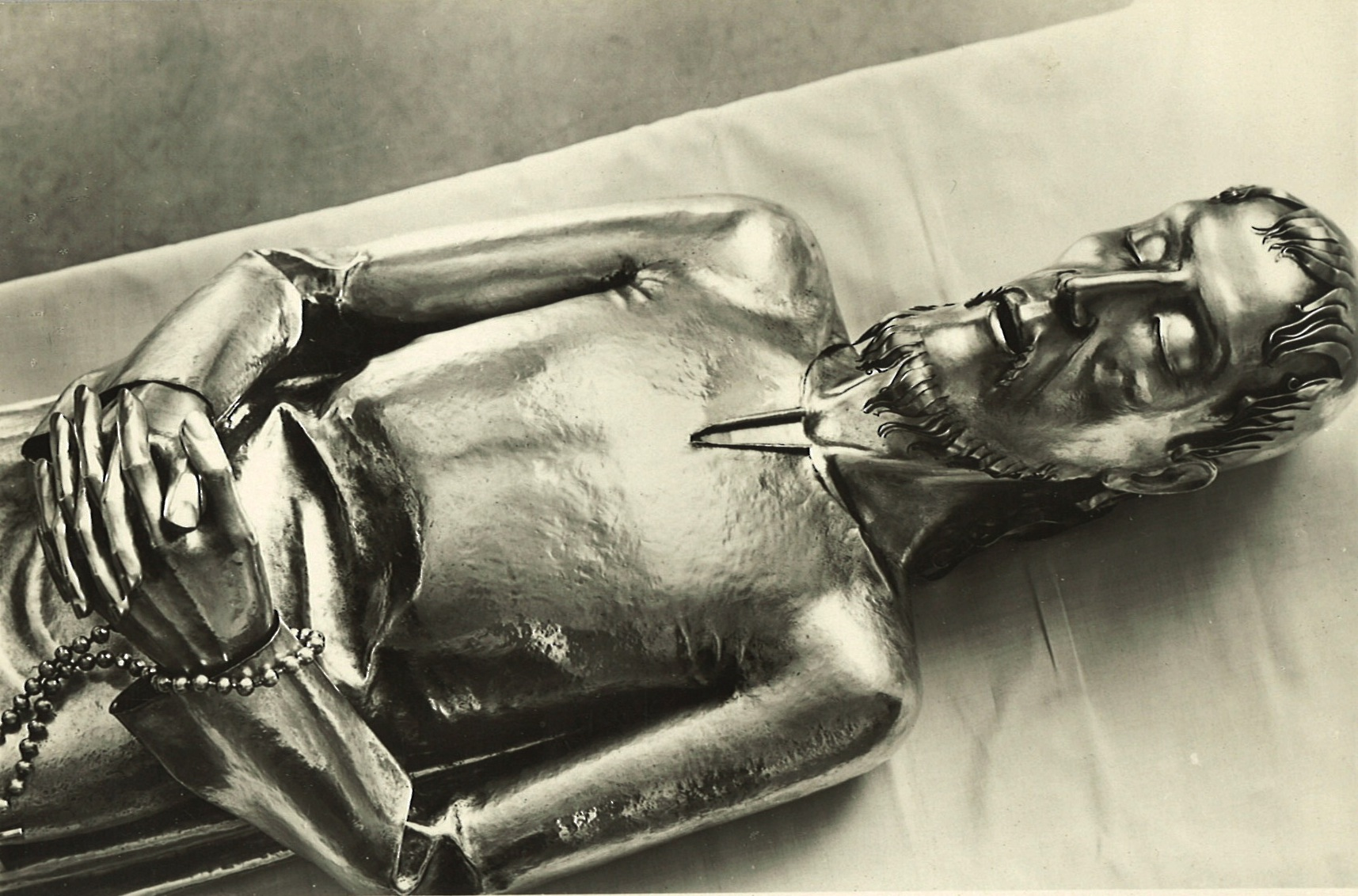
Lebensgrosses Reliquiar für die Gebeine des Bruder Klaus in der Pfarrkirche von Sachseln, 1934

 Eine weitere Arbeit von immenser Bedeutung für die Karriere Burch-Korrodis, und gleichzeitig sein Hauptwerk, war das 1934 geschaffene lebensgrosse vergoldete Silberreliquiar für die Gebeine des Bruder Klaus in der Pfarr- und Wallfahrtskirche Sachseln. Die Werkstatt Burch-Korrodi setzte sich im Wettbewerb für den Auftrag mit einem Miniaturmodell im Originalmaterial gegen den Konkurrenten Arnold Stockmann durch. Dieser schuf daraufhin den Glassarg für die Reliquie. Die Arbeit an der Plastik war vom Mitarbeiter Heinrich Baumann geprägt, der einen Grossteil der Ausführung bestritt. Die Formung des Bruder Klaus beruhte auf Studien nach dem lebenden Modell eines Nachkommen des Eremiten. Während der Ausführung musste sich Burch-Korrodi vermehrt gegen die Vorstellungen und Wünsche der Auftraggeber wehren, um nicht die Klarheit und Stilisierung der Figur zu verlieren. Schlussendlich gelang ihm das auch und die Werkstatt konnte eine materialgerechte Darstellung realisieren.
In der direkten Folge des grossen Bruder-Klaus-Reliquiars schuf Burch 1934 eine zweite, sehr kleine Bruder-Klaus-Reliquie. Es handelt sich um ein sehr persönliches Stück, denn es gruppierten sich die Figuren des Eremiten und der ganzen Familie Burch um einen zylindrischen Behälter. Es stellt den Abschied des Bruder Klaus von seiner Familie dar.
Die folgenden Arbeiten waren bereits von neuen Tendenzen bestimmt, nämlich technische Montierarbeiten zu sein. Dazu gehörte beispielsweise eine über 4 m hohe Christusfigur, die sich im Altarraum der evangelischen Christuskirche in Steinbühl (Nürnberg) befindet. Diese Plastik löste eine heftige Debatte aus, da die Reduktion auf das aller wesentlichste und die radikale Stilisierung als Spott betrachtet wurden. Beispielsweise waren die Gewandfalten nicht mehr plastisch ausgeformt, sondern nur noch durch aufgelegte Drähte und schmale Metallbänder angedeutet. Ebenso waren Haare und Bart aus naturbelassenen Drahtstücken, die am Kopf der Figur angelötet wurden, ohne die Arbeitsspuren zu verbergen. Burch gelang es aber, das Werk überzeugend zu vertreten und konnte es, nachdem er in seiner Werkstatt den Christuskopf im Massstab 1:1 zur Anschauung hatte anfertigen lassen, schliesslich ausführen. Zusammen mit dem vorhandenen schwarzen Marmoraltar, den weissen Marmorstufenbereich und den von Burch geschaffenen Kerzenstöcken, dem Kruzifix, den übrigen Altargeräten und dem Taufsteindeckel bildete die Plastik eine überzeugende Gesamtwirkung. Das Werk war auf Fernwirkung angelegt und konnte sich im weiten Kirchenraum erst richtig entfalten.

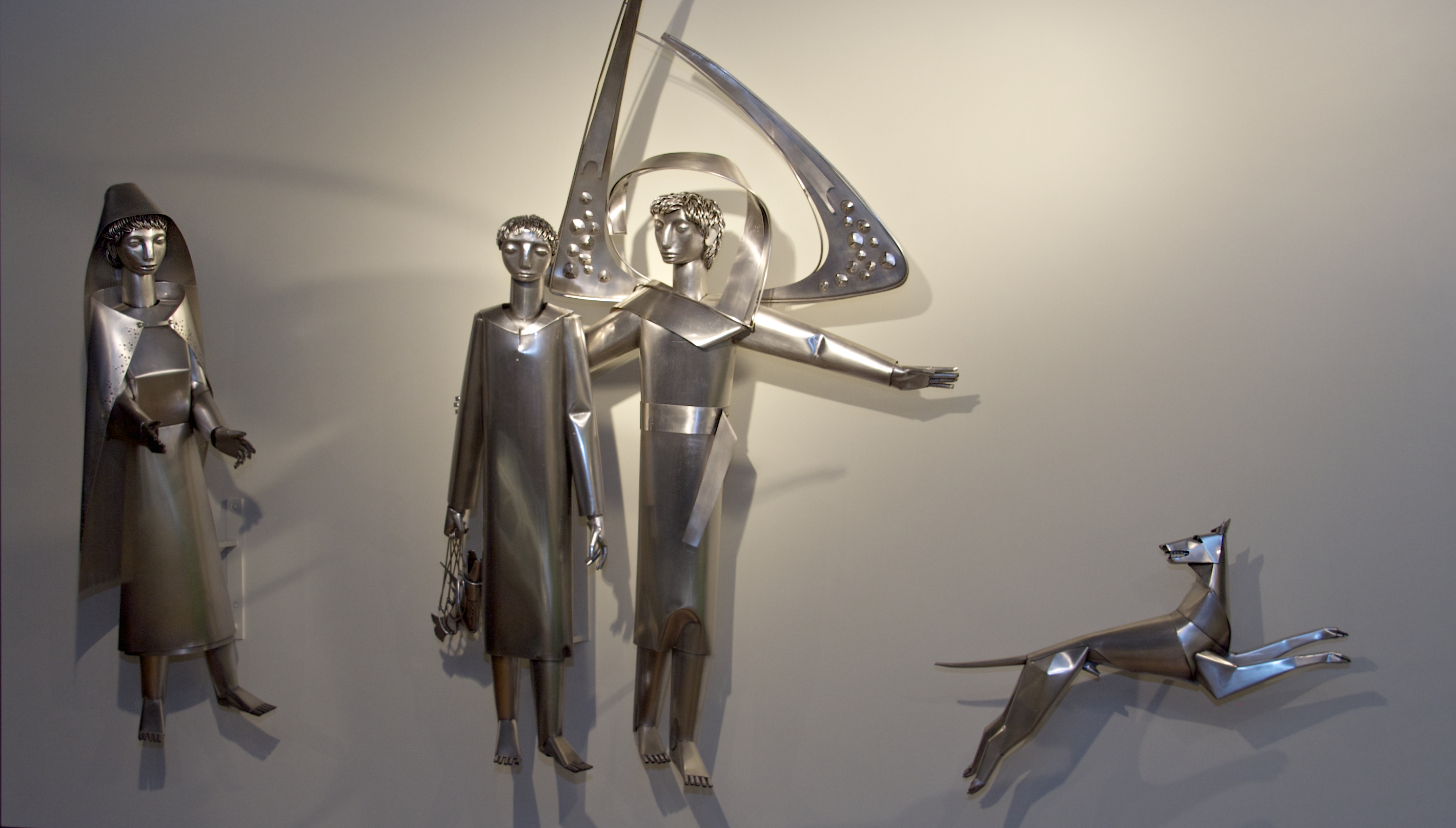
Die Heimkehr des Tobias, Burch-Korrodi 1963, Silber, getrieben und montiert, Standort Sammlung Burch-Korrodi Sarnen

 Auf ausgeprägte Weise ist der Drachen im Wind auf seine innerste Essenz beschränkt. Im Auftrag des Zürcher Segel-Clubs fertigte Burch ein Objekt an, das die handwerkliche Beschränkung auf die Verarbeitung von zugeschnittenem Blech und Draht aufzeigt. Draht und Blechstücke wurden hier zugeschnitten, entsprechend gebogen und zusammengelötet, so dass das Montieren von Einzelelementen zum Ganzen führt.
Erwähnenswert ist auch die Figurengruppe der Heimkehr des Tobias, die Meinrad Burch-Korrodi 1963 für sein eigenes Haus in Zollikon schuf. Inspiriert war diese Arbeit von der mittelalterlichen Darstellung. Heute befindet sich das Werk im Ausstellungsraum der Stiftung Burch-Korrodi und Hedwig Maria Burch-Wyser, wo die ursprüngliche Hängung rekonstruiert wurde.
Weiter wurden zahlreiche profane und kirchliche Medaillen, Plaketten und Abzeichen in der Werkstatt Burch-Korrodi geschaffen. Diese Flachreliefs erforderten eine starke Vereinfachung und Reduktion aufs Wesentliche, so dass der Aufgabenbereich des Goldschmieds immer mehr mit dem eines Grafikers verschmolz.

### Schmuck

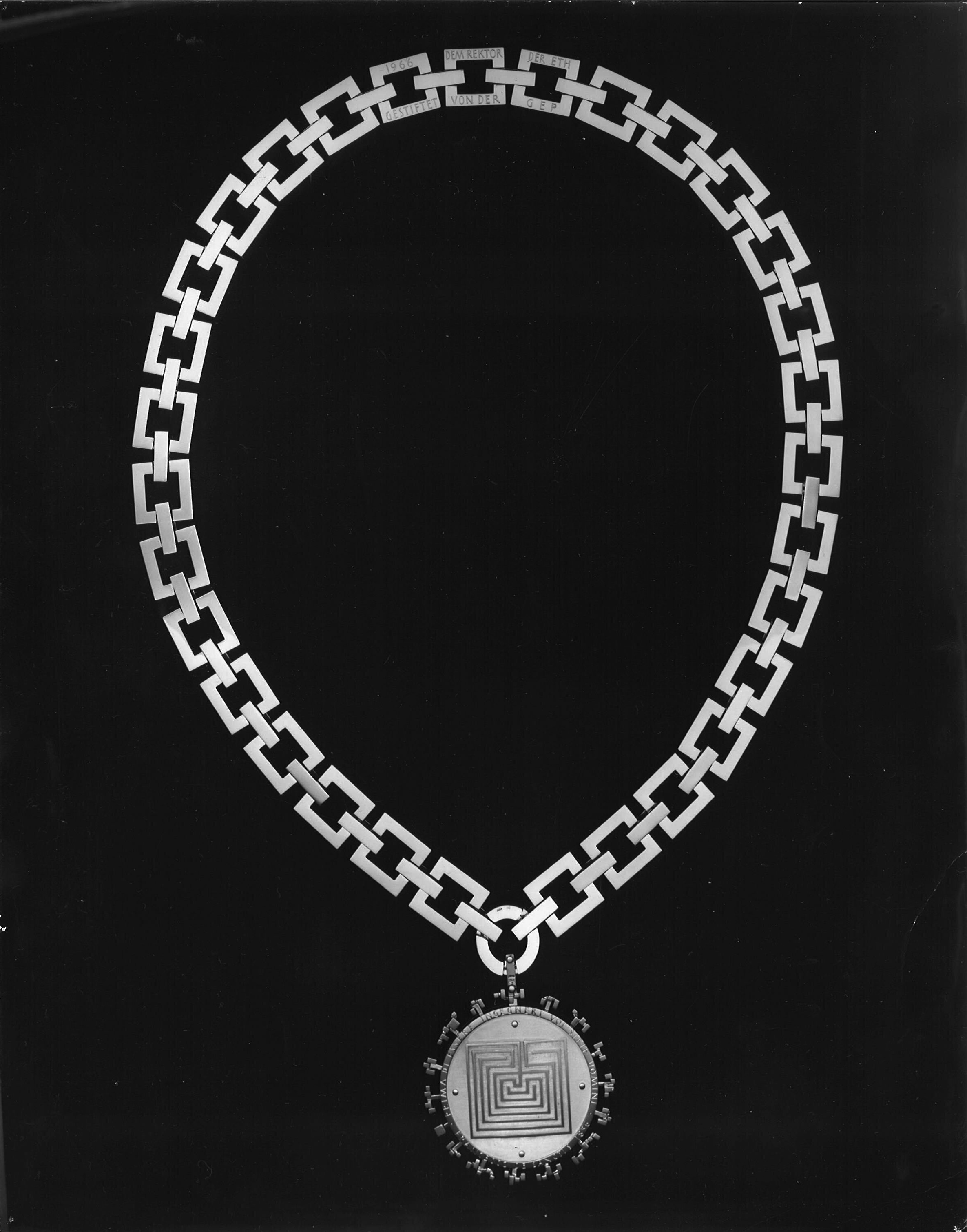
Amtskette mit Medaillon für den Rektor der Eidgenössischen Technischen Hochschule Zürich, 1966. Medaillon mit dem Labyrinth und einer umlaufenden Inschrift: PRIMA DI ESSERE INGEGNERI VOI SIETE UOMINI. FRANCESCO DE SANCTIS 1856.

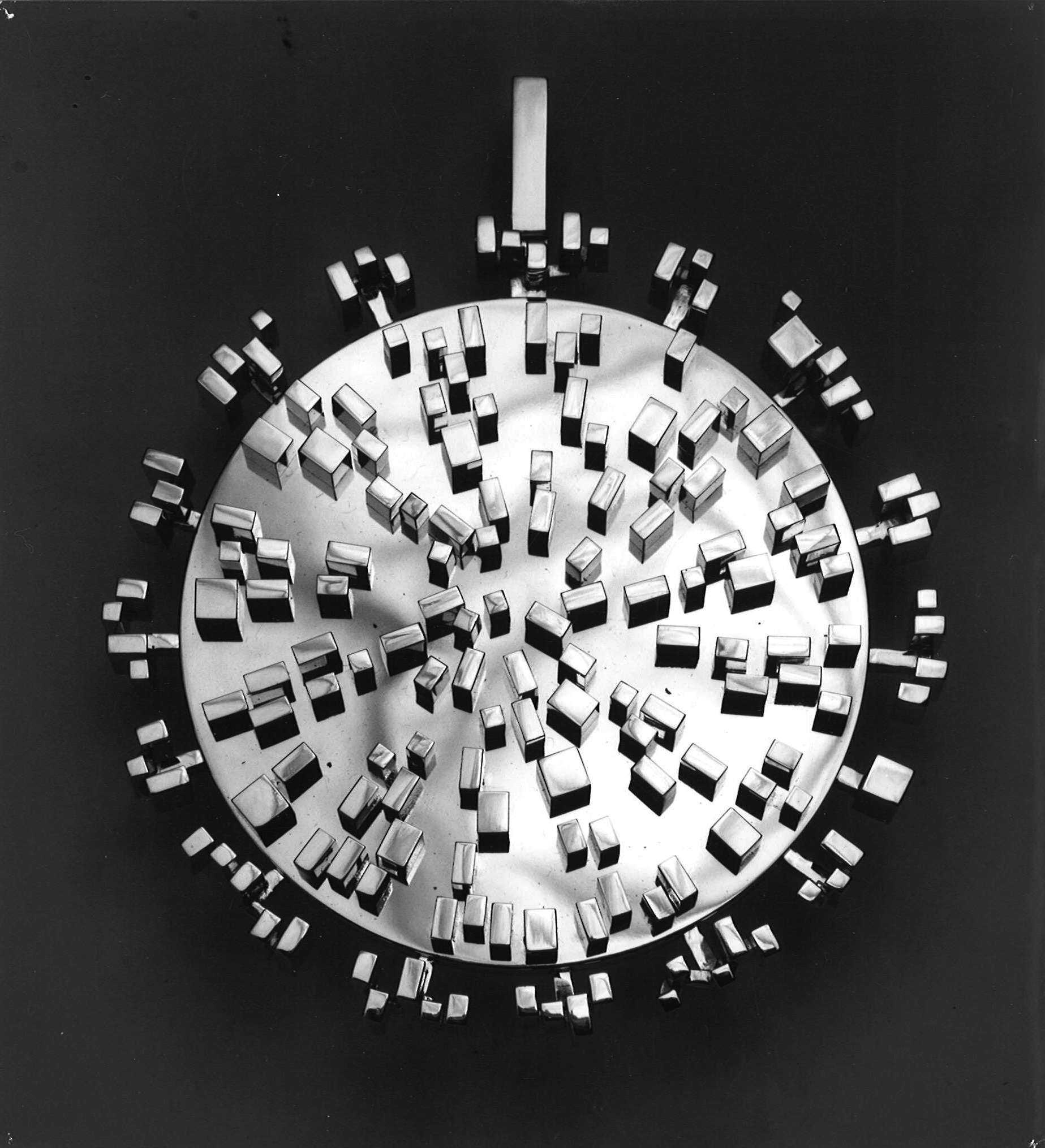
Rückseite des Medaillons der Amtskette, mit Prismenmotiv, Gold.

Zu Beginn der eigenen Schmuckproduktion des Ateliers von Meinrad Burch waren die Arbeiten noch traditionell geprägt. Aber schon bald war sein grösstes Anliegen, Distanz zu nehmen von der üblichen sogenannten Bijouterie. Er versuchte mit den Grundelementen Blech und Draht neue Formen bzw. die reine, unverfälschte Form zu schaffen. Die Grundmaterialien blieben bei jedem Schmuckstück klar als solche ersichtlich. Später waren die Schnittstellen sogar nach dem Zusammenlöten zur endgültigen Form immer noch sichtbar geblieben, so dass der Entstehungsprozess des Schmuckstücks nachvollziehbar blieb. In den 1960er Jahren dominierten geometrische und abstrakte Formen die Entwürfe und bildeten den gedanklichen Ausgangspunkt. Seine Bijouterie war aber nie nur Ergebnis bloss konstruktiver Effekte, sondern der strengen Form in Synthese mit einer spielerischen Grundauffassung.
In der Werkstatt Burch-Korrodi war die Schmuckproduktion von avantgardistischen Elementen gezeichnet. So berichtet der ehemalige Mitarbeiter Martin Bucher, dass Burch der erste Goldschmied gewesen sei, der anstelle des allgemein üblichen runden einen eckigen Fingerring entworfen und hergestellt habe. Ausserdem berichtete er auch von einer innovativen Brosche in Buchenblattform mit Blattrippen aus Gelbgolddraht, die für damals eine Neuheit war. Nur wenige Tage darauf sollen solche Blattförmigen Broschen bei anderen Goldschmieden zu finden gewesen sein, bevor sie zunehmend dem Modegeschmack der 1960er verschmolzen.
Solche avantgardistische Ideen brachten der Werkstatt auch Auftragsarbeiten für prominente Kunden ein. So konnte der Goldschmied beispielsweise Wilhelmina, Königin der Niederlande, verschiedene Schmuckstücke liefern. Zudem ermöglichten ihm diese Innovationen, fester Bestandteil der Zürcher Modeszene zu werden. 1942 konnte Burch zusammen mit dem Basler Modeschöpfer Fred Spillmann und mit dem Maison Paul Daunay aus Genf im Petit Palais des Hotels Baur au Lac in Zürich seine neusten Kreationen präsentieren.
Die harte, sachliche Metallform des Schmucks sollte den weichen Stoff des Kleides kontrastieren. Die Synthese von Material, Form und Farbe bewirkte eine gegenseitig gesteigerte Wirkung. Dies erklärt Burchs Ansatz, weshalb die Schmuckform nicht der natürlichen Form des Körpers entsprechen sollte, da sonst der Kontrast vermindert würde.

## Bedeutung
Meinrad Burch-Korrodis Vermächtnis ist vor allem die konsequente und kompromisslose Suche nach der klaren, reduzierten Grundform, die durch die Schlichtheit der Linienführung ihren Ausdruck erhält. Dies bedeutet jedoch nicht ein Verzicht auf schmückende Elemente, im Gegenteil, Verzierungen waren wichtige Bestandteile der Arbeiten. Doch wurden sie auf das Wesentliche und Notwendigste beschränkt, nämlich auf die Akzentsetzung, um die Form nicht zu dominieren, sondern ihr untergeordnet zu bleiben. Der Verzicht zugunsten der Gestalt war der wohl wichtigste Aspekt in Burch-Korrodis Schaffen.
Werke wie das Bruder Klaus-Reliquiar für die Pfarr- und Wallfahrtskirche Sachseln im Jahre 1934 verschafften dem Goldschmied und seiner Werkstatt Bekanntheit und Respekt. Künstlerisch kann diese Silberplastik als sein Hauptwerk gelten. Aber auch innovative Kelchkreationen, darunter das aussergewöhnliche Gefäss mit der vergoldeten Cuppa und dem Hohlfuss aus Bergkristall erregten Aufsehen und bewirkten den internationalen Durchbruch. Die Arbeiten der Werkstatt Burch-Korrodi wurden in zahlreichen internationalen Ausstellungen gezeigt, so beispielsweise 1930 an der Third International Exhibition of Contemporary Art im Metropolitan Museum in New York. Ausserdem erhielt Burch bedeutende Preise, wie die der Grand Prix an der Triennale in Mailand 1936, der Ehrenring der Internationalen Gesellschaft für Goldschmiedekunst für das Jahr 1951, die höchste internationale Auszeichnung für einen Goldschmied, und 1977 den Obwaldner Kulturpreis.
Zweifelsohne gilt Meinrad Burch-Korrodi als Pionier moderner kirchlicher Kunst. In Bezug auf die Formgebung der liturgischen Geräte stellte er Konventionen und Werte in Frage und suchte unermüdlich nach Erneuerung der Kirchenkunst.
Die Bestrebungen Burchs wurden nicht in einer derartigen Kompromisslosigkeit und nicht mit solcher Konsequenz weitergeführt. Burch war der Meinung, seine Suche nach der wesentlichen Form sei nur eine Station auf der Suche nach Reduktion und Essenz gewesen. Grosse Erneuerungen im Bereich der liturgischen Geräte und Gefässe fanden seit seinem Tod jedoch nicht statt. Dies verdeutlicht aber, welchen Einfluss Burch auf seine Zeitgenossen gehabt haben musste. Einzig zu nennen ist Adelheid Hanselmann-Erne, Alexander Schaffner und Jörg Domeisen, die nach einer gewissen Objektivierung und Vereinfachung kirchlicher Gegenstände streben und an Burch-Korrodis Werk anknüpfen.
Meinrad Burchs künstlerisches Lebenswerk ist heute weltweit verstreut und kann deswegen nicht vollständig erfasst werden. Die Mehrzahl seiner Arbeiten ist in Gebrauch in Kirchen oder in Privatbesitz und dementsprechend der Öffentlichkeit nicht zugänglich. Nur ein kleiner Teil der geschaffenen Objekte ist fotografisch festgehalten worden, oft mit fehlender Beschriftung. Der Nachlass von Meinrad Burch-Korrodi findet sich im Klosterarchiv Engelberg und bei der Stiftung Meinrad Burch-Korrodi und Hedwig Maria Burch-Wyser, Sarnen.

## Ausstellungen
Die Auflistung folgender Ausstellungen von Werken und über das Schaffen Meinrad Burchs kann Lücken aufweisen.
- 1928/1930/1933: Ausstellungen des Schweizerischen Werkbundes.
- 1928/1829: Internationale Ausstellung für Kunst und Kunstgewerbe, New York.
- 1929: Internationale Ausstellung für christliche Kunst, Dresden.
- 1930: Third International Exhibition of Contemporary Art, Metropolitan Museum, New York.
- 1930: Deutsche Goldschmiedekunst Ausstellung, Leipzig
- 1930: Internationale Ausstellung für christliche Kunst, München.
- 1931: Exposition Nationale d’Arts, Genf.
- 1933: Zürcher Goldschmiedewoche, Wien.
- 1934: Internationale Ausstellung für christliche Kunst, Rom.
- 1936: Triennale Mailand (Grand Prix).
- 1937: Exposition Internationale des Arts Appliqués, Paris.
- 1938: Esposizione Svizzera d’Arte Sacra, Bellinzona.
- 1938: Ausstellung «Neues Zürcher Handwerk», Kunstgewerbemuseum, Zürich.
- 1939: Schweizerische Landesausstellung, Zürich.
- 1951: Verleihung des Ehrenrings der Internationalen Gesellschaft für Goldschmiedekunst an Meinrad Burch.
- 1953: «Schweizer Kunst der Gegenwart», Baden-Baden.
- 1953: Ausstellung während des dritten liturgischen Studientreffens in Lugano. Meinrad Burch wurde von der Schweizerischen St. Lukasgesellschaft dazu eingeladen. Der Erfolg dieser Ausstellung führte zur Herausgabe des Jahrbuchs über die Gold- und Silberarbeiten aus der Werkstatt Meinrad Burch-Korrodi.
- 1954: Ausstellung «Christliche Kunst der Gegenwart», Kunsthaus Zürich.
- 1954: Internationale Ausstellung moderner christlicher Kunst, Wien.

## Publikationen
- Meinrad Burch-Korrodi: Sakrale Gefässe. Der Kelch. Entwürfe aus der Zeit 1925–66. Zürich 1973.
- Meinrad Burch-Korrodi: Sakrale Gefässe. Das Ciborium – Das Ostensorium. Entwürfe aus der Zeit 1925–66. Zürich 1973.
- L’œuvre de Burch-Korrodi. In: L’Art Sacré. Ed. du Cerf, Paris 1955, Heft 9–10, S. 16–24.